# Hara试剂
Hara试剂是一种氟化试剂，可用于硫化物的氟化反应。相比于五氟化碘，该试剂在空气中稳定，不会潮解。它由北海道大学的原正治（ハラ ショウジ，Hara Shōji）命名。

## 化学性质
Hara试剂可以将有机硫化物转化为氟代产物：
它也能对含苯硫基的糖类化合物进行氟化。